# Homeland Security Distinguished Service Medal
La Homeland Security Distinguished Service Medal est une décoration militaire du département de la sécurité intérieure, qui est décernée aux membres des forces armées des États-Unis pour des services exceptionnellement méritoires. La version actuelle de la médaille a été créée en février 2003, avec effet rétroactif au 1er mars 2002.
Elle est équivalente à la Defense Distinguished Service Medal du ministère de la Défense des États-Unis.

## Histoire
La décoration a été créée sous le nom de Transportation Distinguished Service Medal par l'Executive Order 12824, signé par le président George H. W. Bush le 7 décembre 1992. Le 28 février 2003, le président George W. Bush a signé l'Executive Order 13286, qui, entre autres, a remplacé la version Transportation de la décoration par la version Homeland Security avec effet rétroactif au 1er mars 2002. Le 5 avril 2011, le président Barack Obama a modifié l'Executive Order 12824, tel qu'amendé, modifiant l'éligibilité de la récompense de "membre de la Garde côtière" à "tout membre des forces armées des États-Unis".

## Ordre de préséance
En tant que médaille pour services distingués, cette décoration est l'une des plus hautes récompenses pouvant être décernées à un membre des forces armées des États-Unis.
Elle est portée après la Medal of Honor, la Distinguished Service Cross, la Navy Cross, la Air Force Cross et la Coast Guard Cross et, pour les membres de la Coast Guard, avant la Defense Distinguished Service Medal et toutes les Distinguished Service Medals spécifiques aux autres armées. Pour les membres des autres services militaires, la Homeland Security Distinguished Service Medal est portée avant les Distinguished Service Medals spécifiques au service, mais après la Defense Distinguished Service Medal. La médaille peut être décernée à tout membre des forces armées des États-Unis.

## Récipiendaires notables

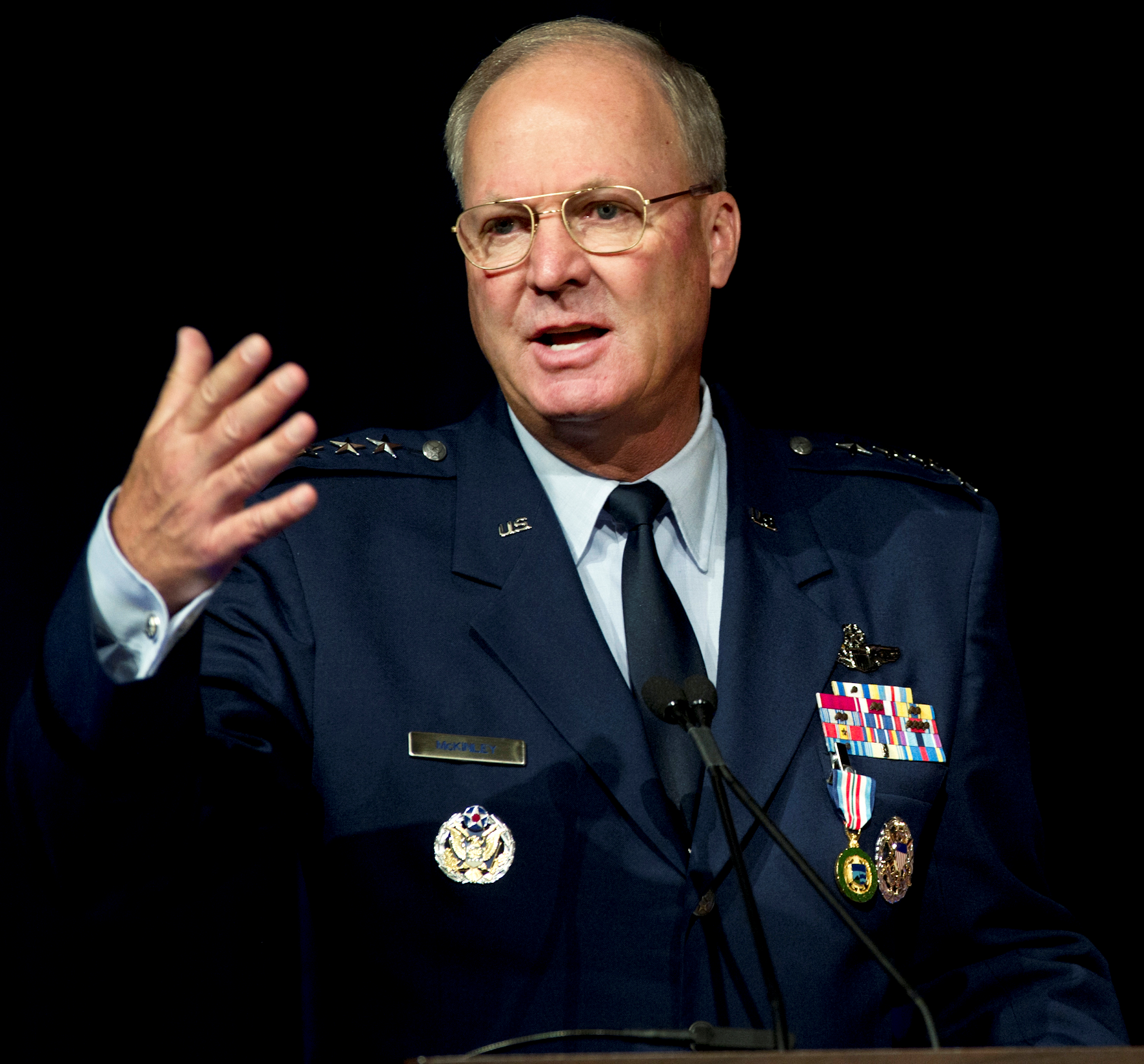
Le général Craig McKinley s'exprime après avoir reçu la Homeland Security Distinguished Service Medal. Premier membre du DoD à recevoir cette médaille.

- Admiral Thad W. Allen, premier lauréat en 2006 pour ses services en réponse à l'ouragan Katrina, puis en 2010 à la fin de son mandat de commandant de la Garde côtière[4],[5].
- Admiral Thomas H. Collins, en 2006, à la fin de son mandat de Commandant de la Garde côtière[6]
- Vice Admiral Vivien Crea, en 2009, à la fin de son mandat de vice-commandant de la Garde côtière[7]
- General Craig R. McKinley, en 2012, à la fin de son mandat de Chef du Bureau de la Garde nationale[8]
- Admiral Charles D. Michel, en 2018, à la fin de son mandat de vice-commandant de la garde côtière[9]
- Admiral Robert J. Papp, en 2014, à la fin de son mandat de commandant de la Garde côtière[10]
- Vice Admiral David Pekoske, en 2010, à la fin de son mandat de vice-commandant des garde-côtes américains[11]
- Admiral Karl L. Schultz, en 2022, à la fin de son mandat de Commandant de la Garde côtière[12]
- Admiral Paul F. Zukunft, en 2011 pour sa contribution à la lutte contre la marée noire de Deepwater Horizon[13] and in 2018 at the end of his term as Commandant of the Coast Guard[14]

## Source
- (en) Cet article est partiellement ou en totalité issu de l’article de Wikipédia en anglais intitulé « Homeland Security Distinguished Service Medal » (voir la liste des auteurs).

## voir aussi
- Décorations militaires des États-Unis
- Décorations militaires interarmées américaines
- Distinguished Service Medal